# Mégalithisme
Le mégalithisme est un phénomène complexe, présent dans de nombreuses régions du monde, consistant à ériger des mégalithes, c'est-à-dire des monuments comportant, exclusivement ou en partie, des blocs rocheux d'une masse bien supérieure aux capacités physiques d'un seul homme. L'extraction, le transport et la mise en place de ces blocs rocheux impliquent des capacités d'organisation remarquables dans ces sociétés encore préhistoriques. Les monuments mégalithiques sont généralement soit des pierres dressées, isolées ou alignées, soit des monuments funéraires. 
En Europe, le mégalithisme apparait dès les débuts du Néolithique et revêt une importance très particulière pour certaines cultures qui se développent durant tout le Néolithique. Le phénomène atteint son apogée durant le Néolithique, puis se poursuit à l'âge du bronze, mais avec moins d'ostentation (les blocs rocheux utilisés sont de moindre taille), avant de disparaître à l'âge du fer.
Dans le reste du monde, le phénomène apparaît plus tard (Néolithique moyen ou récent), mais perdure parfois jusqu'à l'époque actuelle, de manière très localisée, en Afrique et en Asie. 
Cette large diffusion spatio-temporelle du phénomène n'implique pas pour autant l'existence d'une filiation entre ces différentes manifestations et entre ces différentes régions du monde.

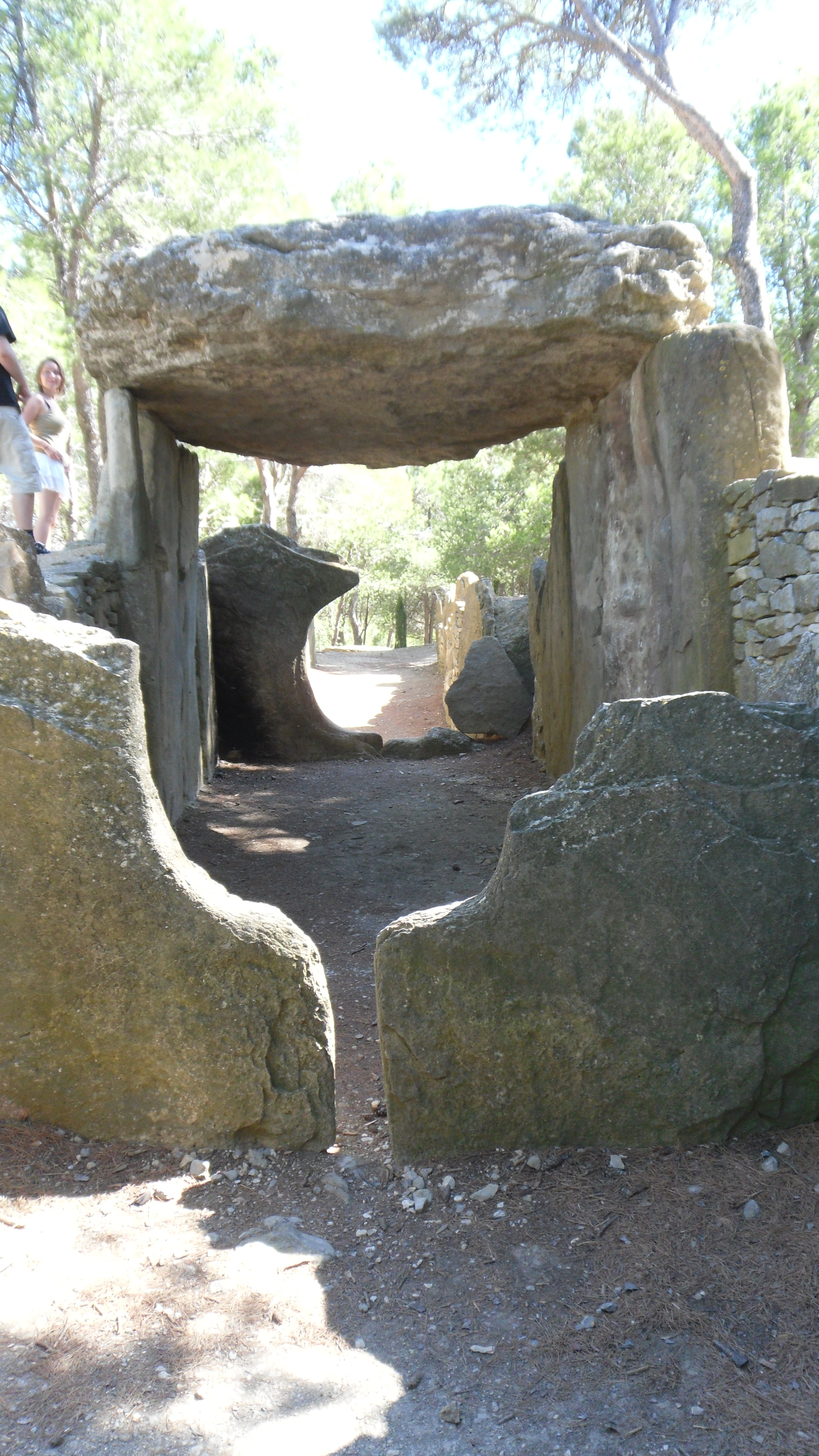
Dans le dolmen Lo Morrel dos Fados, la transition du couloir à l'antichambre et de celle-ci à la chambre funéraire est assurée par deux portes réalisées par des dalles jointives sculptées en hublot.

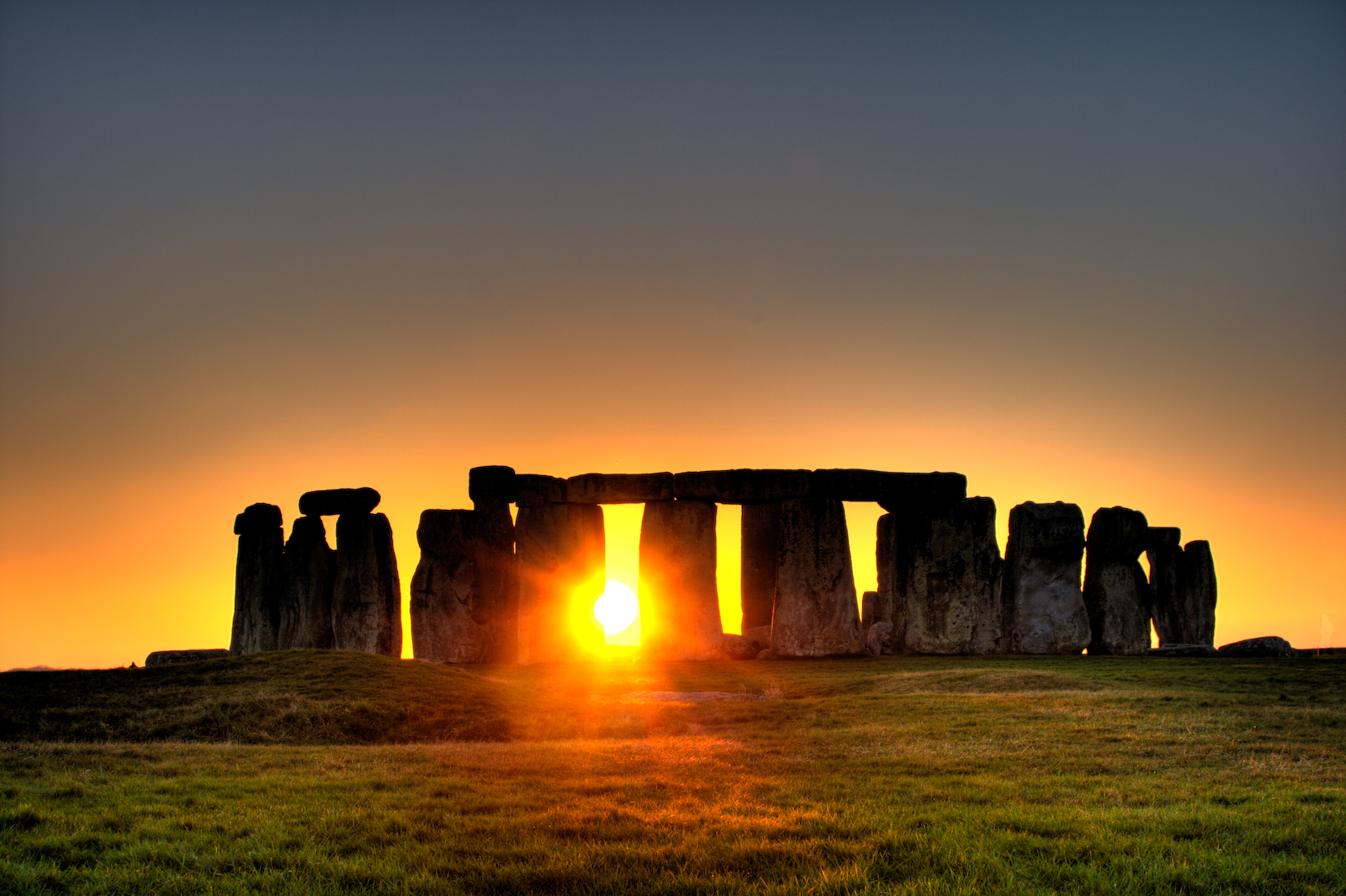
Stonehenge au Royaume-Uni.

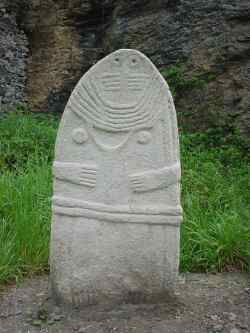
Statue-menhir dite la Dame de Saint-Sernin.

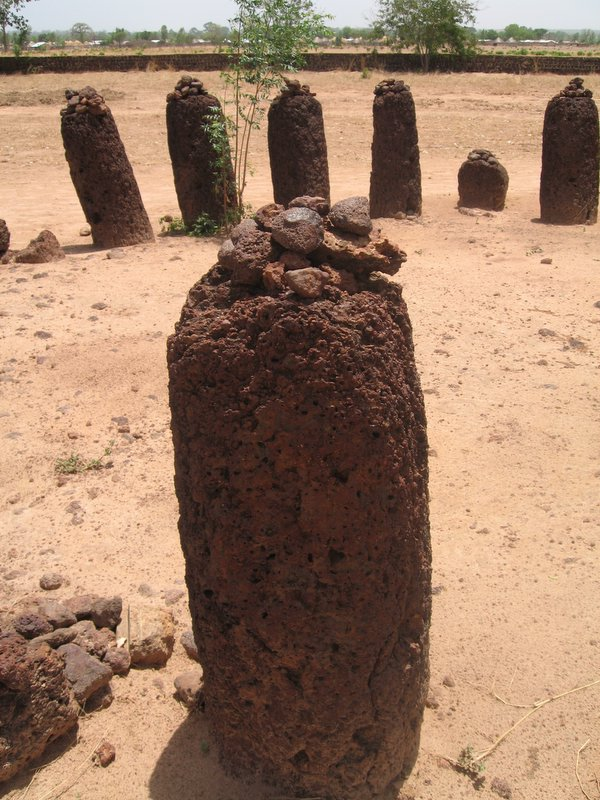
Cercle mégalithique de Wassu en Sénégambie.

## Définition
Bien que le terme ne soit pas explicitement défini dans la plupart des dictionnaires francophones, sauf dans le Larousse, il est communément admis que « le mégalithisme consiste à bâtir des mégalithes ». Les archéologues ne considèrent pas pour autant qu'il existe un lien historique entre les divers peuples qui l'ont mis en œuvre tout en admettant qu'il existe un minimum de cohérence dans le phénomène mégalithique qui renvoie « à un contexte social particulier, à un certain type de société », tout en ayant un caractère universel résultant d'une cause commune partout dans le monde et à toutes les époques.
Historiquement l'étude du mégalithisme s'étant développée dans le cadre de celle du Néolithique de l'Europe occidentale, elle a conduit à confondre en un seul concept trois phénomènes indépendants qui sont communs à cette période et à cette région : des réalisations architecturales monumentales, le choix d'un matériau (la pierre) et une utilisation à vocation funéraire (collective) prépondérante. Les phénomènes sont souvent associés alors que chacun existe indépendamment par ailleurs dès le Néolithique moyen en Europe occidentale. Le monumentalisme adopte ainsi des formes et utilise des matériaux qui caractérisent des constructions qu'on ne classe pas parmi les mégalithes (enceintes néolithiques défensives, constructions en terre et en bois type henge, tumulus monumentaux dont la fonction demeure inconnue comme à Silbury Hill) et les sépultures néolithiques ne sont pas toutes monumentales. Le monumentalisme est indépendant de la fonction (funéraire) et le mégalithisme n'est pas toujours monumental (dolmens simples, pierres dressées de taille modeste) mais les deux phénomènes se combinent à des degrés variables et peuvent aussi bien se confondre (dolmen constitué de dalles monumentales) ou être totalement disjoint (menhir isolé).

« Dans nombre de publications, le terme « mégalithisme » est donc utilisé de manière très générique et désigne des réalités archéologiques très divergentes. »

— Laurent Jacques Costa, Mégalithismes insulaires en Méditerranée

### Sociétés mégalithiques
Bien que toutes les constructions mégalithiques ne possèdent pas toutes les mêmes fonctions, leur réalisation impose l'existence d'une société organisée et hiérarchisée, permettant de réunir suffisamment de personnes au-delà du seul cadre familial sous une seule autorité politique. L'approche anthropologique du phénomène mégalithique conduit à définir des « sociétés mégalithiques »(Gallay) ou « sociétés bâtisseuses de mégalithes »(Testart), ce sont des sociétés « sous la direction d'élites dirigeantes, princes ou prêtres, sachant organiser et inciter de gré ou de force des populations importantes, peut-être renforcées à l'occasion des cérémonies et des travaux religieux par des éléments exogènes ». C'est un signe fort de l'existence d'une communauté de taille suffisamment importante et suffisamment structurée pour réaliser des constructions qui exigent une concentration de main-d’œuvre et de matériaux destinée à traduire quelque chose de commun par rapport à sa propre idéologie. Les réalisations peuvent s'inspirer de formes déjà connues, voire relever d'une certaine forme de compétition entre communautés spatialement et temporellement, mais il ne peut s'agir d'une simple réplique déconnectée de tout environnement social et culturel. Le mégalithisme peut être conçu comme une manifestation du phénomène de néolithisation : les communautés néolithiques en adoptant l'agriculture sont ainsi capables d'obtenir un surplus de ressources vivrières, l'essor du mégalithisme symbolise alors une  société hiérarchisée dont la richesse se traduit par la construction de monuments ostentatoires.
Dans le cas du mégalithisme préhistorique, on ne connaît pratiquement aucun site d'habitat attribuable à ceux qui ont bâti ces monuments mégalithiques, on ne peut dès lors qu'avancer des hypothèses, parfois cumulatives : les habitats étaient constitués avec des matériaux beaucoup plus fragiles et n'ont donc pas perduré aussi longtemps, les habitats étaient installés sur des espaces cultivables qui ont été réutilisés par des générations successives d'agriculteurs qui ont contribué à leur disparition, la sacralisation des constructions mégalithiques s'est poursuivie bien au-delà de l'époque de ses bâtisseurs et elle a contribué à leur conservation.

### Caractère universel
Le mégalithisme est un phénomène largement répandu dans le monde, avec des particularités régionales. L'apparition de monuments mégalithiques, avec de architectures très diverses, en différents points du monde ne sous-entend d'aucune façon un lien de filiation ou de diffusion de ces monuments apparus dans telle ou telle région ,,,.
Les relevés recensant la totalité des mégalithes ou de leurs vestiges ne permettent généralement d'établir que des estimations approximatives, par faute d'inventaire exhaustif. Par exemple en Europe où il subsiste aujourd'hui quelque 50 000 mégalithes, les estimations se répartissent comme suit pour les monuments mégalithiques funéraires : « 5 500 à 6 000 au Danemark ; 700 à 800 en Suède (auxquelles il faut ajouter 30 monuments détruits) ; un petit nombre en Norvège ; 1 300 à 1 400 en Allemagne ; 55 aux Pays-Bas (auxquelles il faut ajouter 30 monuments détruits) ; quelques-unes en Belgique et en Suisse ; 6 000 à 6 500 en France ; 1 200 à 1 500 en Irlande ; 1 500 à 2 000 en Grande-Bretagne, îles de la Manche comprises ; 6 000 à 7 000 dans la Péninsule ibérique (Portugal, Espagne et Baléares) ; et un millier en Italie et dans les îles de la Méditerranée. Les chiffres concernant les autres catégories de monuments — pierres levées (menhirs), allées de pierres (alignements) et cercles de pierres levées — sont encore plus vagues ». Quelques milliers en Europe atlantique, avec notamment la Bretagne « qui compte à elle seule plus d'une centaine d'alignements connus, totalisant plus de 3 000 pierres levées, tandis que le nombre de menhirs subsistant de nos jours est estimé entre 1 000 et 1 200, 180 d'entre eux étant classés aux termes de la loi ».

## Fonctions et significations

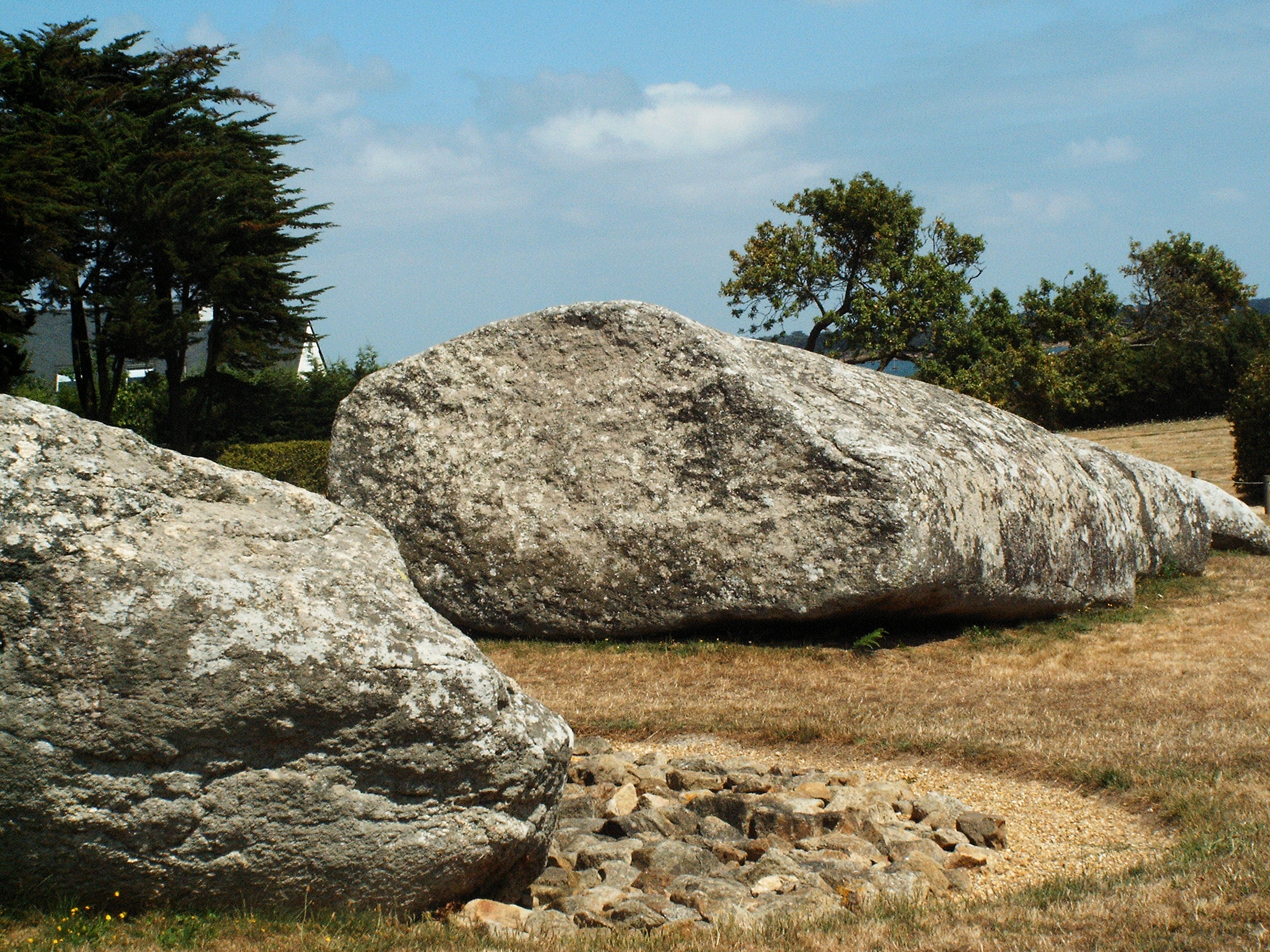
Deux des quatre morceaux du grand menhir brisé d'Er Grah, à Locmariaquer (Morbihan).

Si jusqu'au XVIIe siècle, l'origine des mégalithes est considérée comme magique, des recherches sérieuses commencent à cette époque en Angleterre sur le site de Stonehenge à l'instigation d'érudits (Inigo Jones, Walter Charleton, John Aubrey) mais leurs hypothèses demeurent fantaisistes et montrent qu'ils s'imprègnent encore des approximations littéraires et des légendes comme sources documentaires. Les progrès de la connaissance enregistrés au cours du siècle des Lumières permettent aux savants français et britanniques de requestionner les monuments mégalithiques à travers des études archéologiques, mais leur souci d'érudition reste influencé par le mysticisme folklorique puis la celtomanie naissante. Ce n'est qu'à la fin du XIXe siècle que le préhistorien John Lubbock et l'historien de l'architecture James Fergusson affirment l'incompatibilité des monuments mégalithiques avec le monde celtique puisque le mégalithisme existe sur tous les continents.
Dans un premier temps, la recherche sur le mégalithisme repose sur la méthodologie archéologique (principalement basée sur des fouilles, la cartographie et l'exploration aérienne). L'habitat et le mode de vie des bâtisseurs de mégalithes suscitent de nombreuses interrogations, auxquelles les scientifiques actuels essaient de répondre. L'étude des monuments, de leur architecture et du mobilier archéologique (poteries, outillage lithique ou osseux) tiennent une place essentielle dans ces recherches. Le fonctionnement funéraire des sépultures collectives, qui s'étale généralement sur plusieurs siècles, est révélé par les archéologues qui parviennent à décomposer « les gestes des fossoyeurs néolithiques, entre la construction et la condamnation de la sépulture (remaniements au fil du dépôt des corps, vidange de la couche sépulcrale, organisations internes successives, zonations…) ». Les méthodes de construction de ces édifices imposants, érigés au moyen d'énormes blocs de pierre, sont mal connues, même si l'archéologie expérimentale a permis des avancées notables. Dans un second temps, elle se confronte au problème de la datation, indispensable pour l'établissement d'une chronologie. Le mégalithisme, branche de l'archéologie préhistorique, reste une « science de l'imprécis » selon le préhistorien Serge Cassen, reposant sur des hypothèses.
La plupart des théories scientifiques liées au mégalithisme s'attachent à développer la question de la signification de l'érection de ces monuments. Les chercheurs concernés s'accordent à reconnaître au mégalithisme un rôle multiple, social, culturel (religieux et funéraire), astronomique, artistique. Le processus de monumentalisation est la réponse de groupes humains à une volonté de mettre en œuvre un projet architectural plus ou moins important, et fait apparaître différentes intentions des bâtisseurs : fonctions sépulcrales (fonctions funéraires dans le but de vénérer les morts, de perpétuer la mémoire des ancêtres), culturelles et sociales (affirmation d'une identité, fédération d'une communauté, volonté de  montrer aux vivants les symboles et croyances, de s'approprier un lieu et de le marquer : insertion topographique d'un géomarqueur destiné à marquer le centre d’un territoire ou le passage d'un espace à un autre (Seuil, col, dorsale (crête de plateau), thalweg, gué). Chaque type architectural a ses caractéristiques propres dont les composantes sont issues d'intentionnalités spécifiques, et la diversité des monuments rend difficilement recevable toute interprétation globalisante.

### Fonction funéraire et religieuse

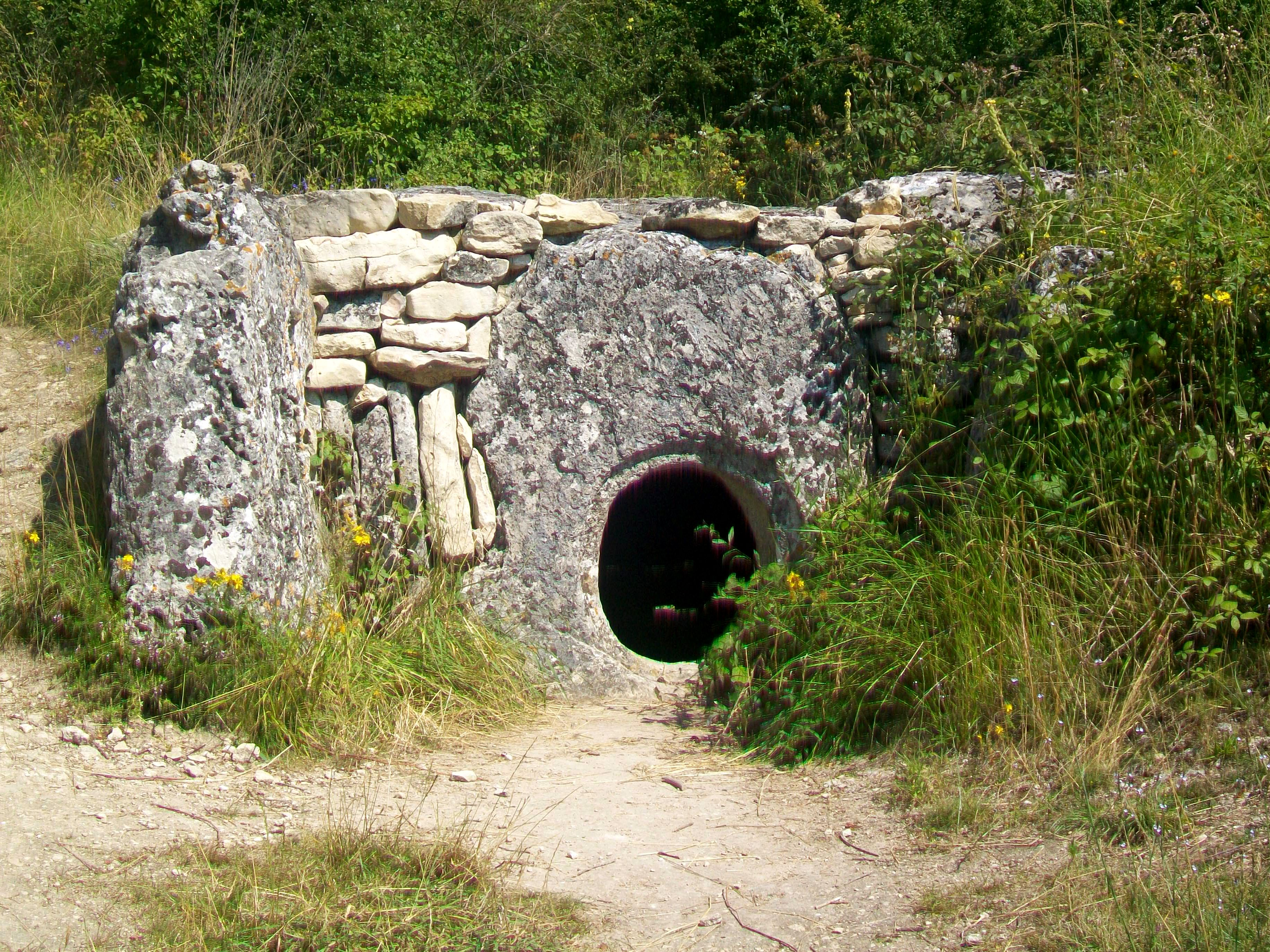
Dans l'allée couverte du Bois-Couturier, la dalle-hublot est percée avec une feuillure permettant de placer un bouchon de fermeture en pierre.

Le Mésolithique et le Néolithique se caractérisent par une multiplicité des solutions sépulcrales : inhumations individuelles (fosses, cistes, tumulus, tombes en jarre), sépulture multiple (dépôt simultané de plusieurs corps), sépulture collective (sujets déposés en plusieurs fois). Les tombes multiples sont les éléments précurseurs de la collectivisation des sépultures qui aboutit à l'émergence du mégalithisme : les sociétés ont plus un souci de la pérennité du sépulcre (utilisé sur des durées de l'ordre de plusieurs siècles voire du millénaire) que des corps. La sépulture monumentale collective qui s'impose volontiers de façon ostentatoire dans le paysage, devient la formule prédominante en Europe de l'Ouest au Néolithique mais des sépultures individuelles subsistent. L'expansion du mégalithisme, selon des modalités qui varient en fonction des contextes idéologiques, économiques, démographiques, sociologiques, suit une voie opposée au monumentalisme qui décline devant la vogue recouvrée des inhumations individuelles à l'âge des métaux qui voit l'émergence de nouvelles pratiques cultuelles. 
L'érection de monuments mégalithiques à destination funéraire existe toujours aujourd'hui en République centrafricaine et en Éthiopie Si les bantous de la province d'Ogoja, au Sud-Est du Nigeria, n'élèvent plus les Akwanshi phalliques depuis une centaine d'années comme les Kelabit du Sarawak, par contre les Malgaches du plateau d'Imerina, les Konsos d'Éthiopie et les Toraja de Sulawesi ou les habitants de Sumba en Indonésie dressent encore aujourd'hui des mégalithes pour honorer leurs morts et valoriser le rang de la famille ou du clan. Cela réclame, comme il y a plusieurs millénaires, d'énormes dépenses physiques et économiques mais aussi un esprit de coopération qui renforce l'unité des groupes ethniques qui pratiquent encore le mégalithisme,.
La dimension religieuse associée au mégalithisme funéraire ou non funéraire demeure largement méconnue (rites, concepts), d'autant plus que les recherches sur le mégalithisme conduisent à considérer chaque monument non plus pour lui-même, mais inscrit dans un réseau de sites n'ayant de signification que dans sa relation avec son environnement et les autres réalisations mégalithiques. « Que celles-ci soient esseulées ou rassemblées, perchées sur des sommets, accrochées aux versants, nichées dans des méandres de ruisseaux, étalées sur l'estran, toutes semblent présider à l'organisation du territoire ».

### Marqueurs territoriaux
Le monumentalisme mégalithique est un affichage symbolique par lequel une communauté exprime son emprise sur un territoire donné. L'ampleur de certaines constructions mégalithiques révèle une volonté d'affirmer la puissance du groupe quant la surface et le volume des cairns (Gavrinis, Newgrange) vont au-delà des seules nécessités architecturales. En matière de mégalithisme funéraire, le choix d'implanter les constructions sur des hauteurs n'est pourtant pas systématique : les allées couvertes enterrées sont invisibles dans le paysage, les allées couvertes armoricaines sont parfois  édifiées dans des fonds de vallée. Selon l'archéologue Jacques Blot, il est probable que les pierres dressées du Pays Basque correspondent à d'antiques bornages, car elles se trouvent sur de grandes voies de circulation (transhumance des bergers, voies du sel, etc.), d'autres fois, la pierre peut aussi commémorer un événement ou un personnage important.
En Europe, certains mégalithes comme Stonehenge sont liés aux routes de l'ambre et de l'étain que les marchands des pays méridionaux allaient chercher.

### Fonction astronomique
Selon diverses interprétations archéoastronomiques, le mégalithisme pourrait comporter une fonction astronomique permettant de déterminer les dates importantes de l'année solaire pour des sociétés d'agriculteurs-éleveurs (période des semailles, transhumance des troupeaux). Ainsi, les alignements mégalithiques pourraient servir de systèmes de visées à ciel ouvert et certains mégalithes comporteraient des orientations précises, généralement le lever du solstice d'hiver (Newgrange, La Roche-aux-Fées). Les pierres levées pourraient avoir un rapport avec le culte du soleil et des astres, dont il reste une survivance dans la tradition populaire des feux de la Saint-Jean, et la célébration des moissons.
Prolongeant la conception de la petra genetrix de Mircea Eliade, Ina Mahlstedt, considère que les pierres levées ont eu pour fonction d'accueillir les puissances estivales de la vie pendant la latence hivernale, d'après une conception selon laquelle entre la mort et la renaissance, la vie se conserve dans la pierre. Selon elle, le phénomène du mégalithisme est étroitement lié aux problématiques engendrées par les débuts de l'agriculture et de la sédentarisation : la dépendance par rapport au cycle des saisons conduit à l'observation du ciel, puis à la détermination des points cardinaux et à la sacralisation des repères utilisés qui peuvent être des pierres levées ou d'autres constructions de pierre.
De même, les blocs erratiques, résultant du glissement des glaciers, ou les chaos naturels, dont l'existence ne pouvait être expliquée en l'état des connaissances scientifiques de l'époque, furent interprétés comme étant des constructions humaines de type mégalithique, et se virent attribuer, à leur tour, selon ces mêmes théories, des caractéristiques astronomiques purement fantaisistes.

## Dans l'imaginaire collectif

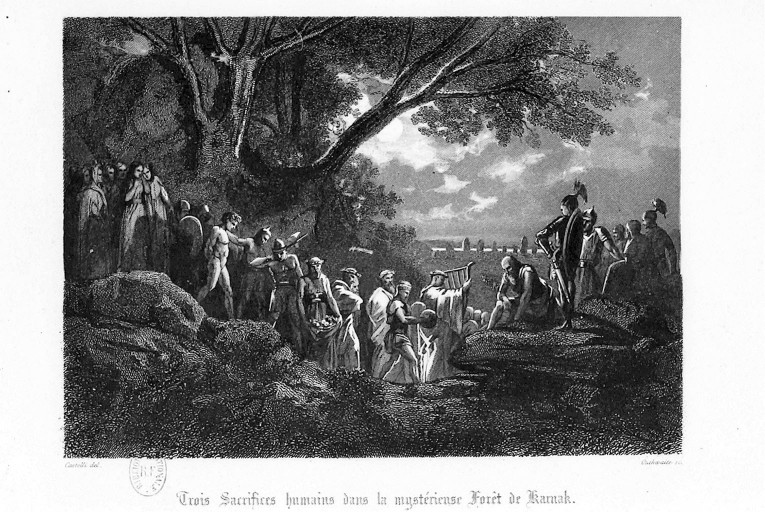
La celtomanie s'est nourrie des représentations fantasmatiques et romantiques qui voyaient les druides pratiquer des sacrifices humains à des fins divinatoires (illustration dans Les Mystères de Paris d'Eugène Sue, 1851).

Les mégalithes appartiennent au folklore des régions mégalithiques où ils ont suscité diverses superstitions, traditions, légendes et interprétations fantaisistes très anciennement et parfois généralement accréditées.
Les monuments mégalithiques commencent à être décrits notablement au XVIe siècle et jusqu'au XVIIe siècle : leur origine est l'œuvre de créatures surnaturelles (lutins, géants (Gargantua, Djouhala), goules, fées...), d'affrontements entre le diable et la vierge Marie ou des saints (qui donnent alors leurs noms aux mégalithes), « rappelant ainsi la lutte des premiers évangélisateurs contre le culte des pierres », de punitions divines punissant les auteurs d'un sacrilège par une pétrification instantanée (alignements mégalithiques).
Ces traditions sont généralement relayées par des écrivains, voyageurs, poètes, folkloristes et, plus particulièrement par les auteurs romantiques du XIXe siècle. La celtomanie entretient l'anachronisme d'un mégalithisme d'origine celtique et inspire les auteurs romantiques (Lamartine, Chateaubriand) et de nombreux écrivains et peintres ont consacré une partie de leur œuvre à la représentation des mégalithes. Flaubert dans son récit de voyage en Bretagne Par les champs et par les grèves évoque toutes sortes d'hypothèses sur les menhirs de Carnac. Victor Hugo voyait dans les mégalithes des signes d'une présence poétique, bien antérieure aux civilisations antiques. Au XXe siècle, les acquis scientifiques de l'archéologie n'ont pas totalement réussi à éliminer le mythe celtique renforcé par le mythe fondateur de Nos ancêtres les Gaulois, et par la bande dessinée française Astérix le Gaulois. L'opinion populaire associe encore souvent le mégalithisme aux Gaulois ou aux Celtes,.
À l'époque moderne, on assiste dans certains pays d'Europe à une forme de mégalithisme contemporain consistant à dresser de grosses pierres dans les ronds-points, dans les parcs, et dans les jardins, dans l'espace public ou dans l'espace privé. Il n'y a là aucune volonté religieuse, il s'agit uniquement d'une démarche esthétique ou touristique faisant plus ou moins référence au mégalithisme ancien dans des régions où sa présence est encore évidente (Bretagne, Irlande).